# SV Union Salzgitter
Maillots
Dernière mise à jour : 4 mai 2011.
Le SV Union Salzgitter est un club sportif allemand localisé à Salzgitter, une ville située dans la partie Sud-Est de la Basse-Saxe.
Outre le Football, le cercle dispose aussi de sections d’Aérobic, d’Athlétisme, de Basket-ball et de Tennis de table.

## Histoire
Le club fut fondé de le 17 février 1920 comme club de football, sous l’appellation SV Union Salzgitter, au restaurant "Zur Börse". Dans les années qui suivirent d’autres sections furent ouvertes comme celle d’Athlétisme puis de Handball ou de sports de force.
En 1945, le club fut dissous par les Alliés, comme tous les clubs et associations allemands (voir Directive n°23). Il fut rapidement reconstitué par d’anciens membres du SV Union et ceux d’autres cercles sous le nom de Sportfreunde Salzgitter. Au fil du temps beaucoup de membres s’en allèrent pour reconstituer ou relancer le club qui avait le leur avaznt le conflit. Ainsi, le SV Union Salzgitterretrouva son nom d’origine.
En 1947, le SV Union remporta la Bezirksliga et monta dans la plus haute division régionale de Basse-Saxe. Six ans plus tard, il conquit le titre de la Verbandsliga Niedersachesen.
Vingt ans plus tard, le club remporta de nouveau ce championnat. L’année suivante, en 1974, il fut qualifié pour devenir un des fondateurs de l’Oberliga Nord, une ligue créée au 3e niveau lors de la dissolution de la Regionalliga Nord et de la création de la 2. Bundesliga Nord au 2e étage de la pyramide du football ouest-allemand. 
Terminant vice-championne en 1977, l’SV Union participa au tour final pour la montée en 2. Bundesliga, mais il échoua à la 3e place (sur 4) de son groupe. Le club continua d’évoluer dans le haut du classement de l’Oberliga Nord pendant quelques saisons. Mais en 1984, il fut relégué en Verbandsliga Niedersachsen (niveau 4).
Les sources de la relégation et du recul sportif du club étaient diverses. D’une part, le recrutement se faisait plus rare. D’autre part, la "commercialisation" du football amateur" pénalisa le cercle en manque de rentrées suffisantes. En 1995, après plusieurs années de lutte, le SV Union Salzgitter descendit en Landesliga Niedersachsen (Groupe Braunschweig), soit au niveau 6. 
Ensuite, le club régressa encore vers la Bezirksliga et enfin la Kreisliga en 2004. Le cercle remonta quatre ans plus tard.
En 2010-2011, le SV Union Salzgitter évolue  Bezirksliga Niedersachsen (Braunsschweig, Groupe 3), soit au 7e niveau de la hiérarchie de la DFB.

## Palmarès
- Champion de la Verbandsliga Niedersachsen (III): 1957, 1973.
- Vice-champion de l’Oberliga Nord (III): 1977.
- Champion de la Kreisliga Niedersachsen - Kreis Salzgitter (VIII) : 2008.